# Serginho Groisman
Sérgio Groisman (São Paulo, 29 de junio de 1950) es periodista, actor y presentador de la televisión brasileña. Comenzó su carrera en Rede Gazeta; más tarde estuvo en la TV Cultura y en la SBT.
Actualmente trabaja en la Rede Globo, conduciendo Altas Horas y el Boletín Alô Brasil, emitido vía antenas parabólicas. Se caracteriza por su empatía con los adolescentes y casi todos los programas, son enfocados en ese público.

## Carrera en TV
Su primer programa, fue TVMIX, en 1987, en la Rede Gazeta. El éxito le llegó en 1989, con el programa Matéria Prima, en TV Cultura, programa de entrevistas en que las preguntas fueron hechas por la audiencia, compuesta por jóvenes, un formato que se mantuvo en 1991, cuando partió en la SBT, a hacer Programa Livre, y luego, en la actual Altas Horas.
Se fue en la Rede Globo, en el 2000, donde se estrenó con el Festival de la Música Popular Brasileña, un intento de revivir los festivales, que tuvieron una sola edición. Actualmente dirige el programa Altas Horas, en la madrugada del sábado al domingo de la Globo. También entrevista personalidades en un programa en el Canal Futura en el programa Tempo de Escola.

## Carrera Teatral
Debutó en el teatro con la obra: Brasas Congeladas, bajo dirección de Gerald Thomas Sievers, con las actuaciones estelares de:  Anna Américo, Edson Montenegro, Fábio Pinheiro, Gerson Steves, Juliano Antunes, Luciana Ramanzini, Pancho Cappeletti y otros actores de la Cia. Ópera Seca.

## Vida Personal
Serginho es judío. Su padre era originario de Rumania, y su madre nació en Polonia. Sus bisabuelos y algunas de sus tías murieron en un campo de concentración nazi.